# 臣道連盟
臣道連盟（しんどうれんめい）とは、ブラジル在住の日本人移民間で、太平洋戦争での日本敗戦を信じない者（「勝ち組」）の間に形成された国粋団体。正しくは臣道聯盟と書く。

## 情報の遮断
1941年の太平洋戦争開戦に伴い、日本とブラジルは断交。駐在公館が次々に閉鎖し、大使を始め日本政府外交団が第三国のヨーロッパに退避する中で、日本人移民は取り残された。日本人が多く住むサンパウロ州では、戦時特別取締令により、国歌の演奏、天皇の肖像の掲載が禁止された。街頭における日本語の使用も禁止され、ポルトガル語の使用を強要された。このため、公の集会はほとんど開けなかった。唯一の情報源でもあった日本語で書かれた新聞、雑誌の配布も禁止されたことで、9割の日本人移民者は完全に情報から遮断された。当時、ポルトガル語の一般新聞を読める日系移民は少数であった。戦争終結までの4年間で、移民者が入手できた情報は短波放送だけだったが、このような高性能ラジオは輸入品で高価な上に性能も悪く、聞いてもほとんど推測の域を出ないことも多かった。
ヴァルガス大統領の推し進めた国粋主義色の強いブラジル政府の厳しい同化政策、戦時中敵性国人として受けた規制と圧迫に耐えてきた移民にとっては、敗戦は日本人としての生きる道の喪失を意味していた。このため、情報が遮断されている中で、次第に日本勝利を信じるようになっていく。

## 組織の結成
臣道連盟の創立日には諸説あるが、日本の敗色が濃く、ブラジルで戦勝デマが頻発しだした1945年7月頃とみられる。当時奥地では、日本人移民を狙った偽ニュース売り、偽土地売り、偽円売りなどの詐欺行為が横行した。臣道連盟本部はサンパウロ市のジャバクアラ区に置かれ、サンパウロ州内陸の小都市、農村部に50を越える支部を作った。会員は家長のみ3万、家族を入れると12万にもなったと称していた。彼らは、日系人移民に対して忠君愛国の思想を鼓舞すると同時に、各種のデマを飛ばした。当時国交のなかった日本への帰国運動、既に連合国に再奪取されたシンガポールへの再移住運動を指導し（どちらも実行不可能であった）、大政翼賛会を模範とした構造を持ち、諸団体を統合してテロ行動を指揮していた。

## 「負け組」への攻撃
戦時中、異常な高値を呼んだハッカと生糸はアメリカを助ける軍需品であるとのデマを飛ばした。ハッカは航空機のエンジンの冷却材であり、生糸はパラシュートの材料にされると吹聴した。大西洋におけるＵボートの出現でこれらの物資の国際相場が暴騰し、日系移民の中には巨額の利益を得るものもいた。これを利敵産業とみなし、退役日本軍人、あるいは軍籍を詐称する人々を中心にこれを生産する日本人は国賊というデマを飛ばし、ハッカ畑の焼き討ちや養蚕小屋の破壊活動などの犯罪を犯した。1945年の終戦後には祖国の敗戦を信じない者が8割から9割もいて、各地に「勝ち組」団体が発生。敗戦を唱える『認識派』を攻撃し、23人を暗殺し、147人の負傷者を出すに至った。事態を重く見たブラジル政治治安警察（DOPS、ブラジルの特高）は約3万件の嫌疑をかけ、臣道連盟幹部を次々に検挙した。最終的に381人の人々に30年の刑を科し、アンシエッタ島の刑務所に収監した。しかし大部分は規則をよく守る模範囚であったため、数年をまたずして釈放されている。そのたびに再組織化がはかられたが、1946年末ごろまでには中央の組織は壊滅した。この当時には、多くの日本人は感情面はともかく、事実を知るようになっていた。

## 影響
この事件はブラジルの日本移民社会においては1970年代初期に至っても一部ではタブーであり、移民一世の間で封印されてきた。日系人社会がある程度の落ち着きを取り戻したのは十年を経た後であり、新たな戦後移民を迎えた1960年頃になってからのことである。この「臣道連盟」を中心とする勝ち組と負け組の争いは尾を引き、地方によっては長くしこりを残した。
また、勝ち組一世の子供の世代の認識が問題にされることもある。すなわち、幼年期に親たちが主張していた勝ち組思想や、それに基づいた人物評を聞かされて育った者の中には、認識派を排除するようなことはないものの、事実を誤認しているケースが見られる。彼らの一部は、現今言われている移民史に異を唱えることがある。その際の論拠は「親が言っていたことと違う」というものである。このような話は、当時都市部と隔絶されていた奥地で聞かれた。
また、「勝ち組」と「負け組」の戦いは、階級的な対立、抗争の意味があったという見方がある。認識派の「負け組」は、事実認識と新しい時代への対応に成功し、ブラジルで社会的に高い地位についている人が多く（例えば全国に多数の支店を持つ銀行のオーナー、暗殺された）、一方、「勝ち組」の人々はそれに失敗して、階層の低い地位にあった人々がいた。
他方、日系移民の一部には日本人のほとんどいない他の州に地域に居住した人々、また非日系人と結婚して日系社会から出た人々もおり、日本人でありながら日本語を話すことがない彼らは事件に無関係であった。臣道連盟事件は日系移民の集中していた地域（日系コロニアと呼ばれる）、例えばサンパウロ州、パラナ州では重要事件であったが、ブラジル全土の日本人を巻き込んだというわけではない。